# Linda Batista (cantante)
Para la actriz brasileña del mismo nombre, véase Linda Batista.
Florinda Grandino de Oliveira (São Paulo, 14 de junio de 1919 - Río de Janeiro, 17 de abril de 1988), más conocida como Linda Batista, fue una cantante y compositora brasileña. Fue hija de Batista Júnior y hermana de Dircinha Batista.
Comenzó su carrera acompañando a su hermana menor en la guitarra durante sus presentaciones. En 1936 tuvo que reemplazar a su hermana en el programa de Francisco Alves en Rádio Cajuti, obteniendo buena aceptación del público. También ese año participó junto con Dircinha en la película Hola, Hola, Carnaval.
Linda solo necesito un año para consagrarse como cantante. En 1937 fue la primera cantante en ser elegida Reina de la Radio, título que mantuvo durante once años consecutivos. El concurso fue realizado en el yate de Laranjas, barco carnavalesco atracado en la Esplanada del Castillo, en el centro de Río de Janeiro. Poco después fue contratada por la entonces nueva Rádio Nacional, realizando una gira de gran éxito en el Norte y Noreste del país que duró seis meses, comenzando por Recife. Allí se presentó en el Teatro Santa Isabel, cantando las canciones de Capiba, acompañada de la Jazz-Band Acadêmica.

## Éxitos

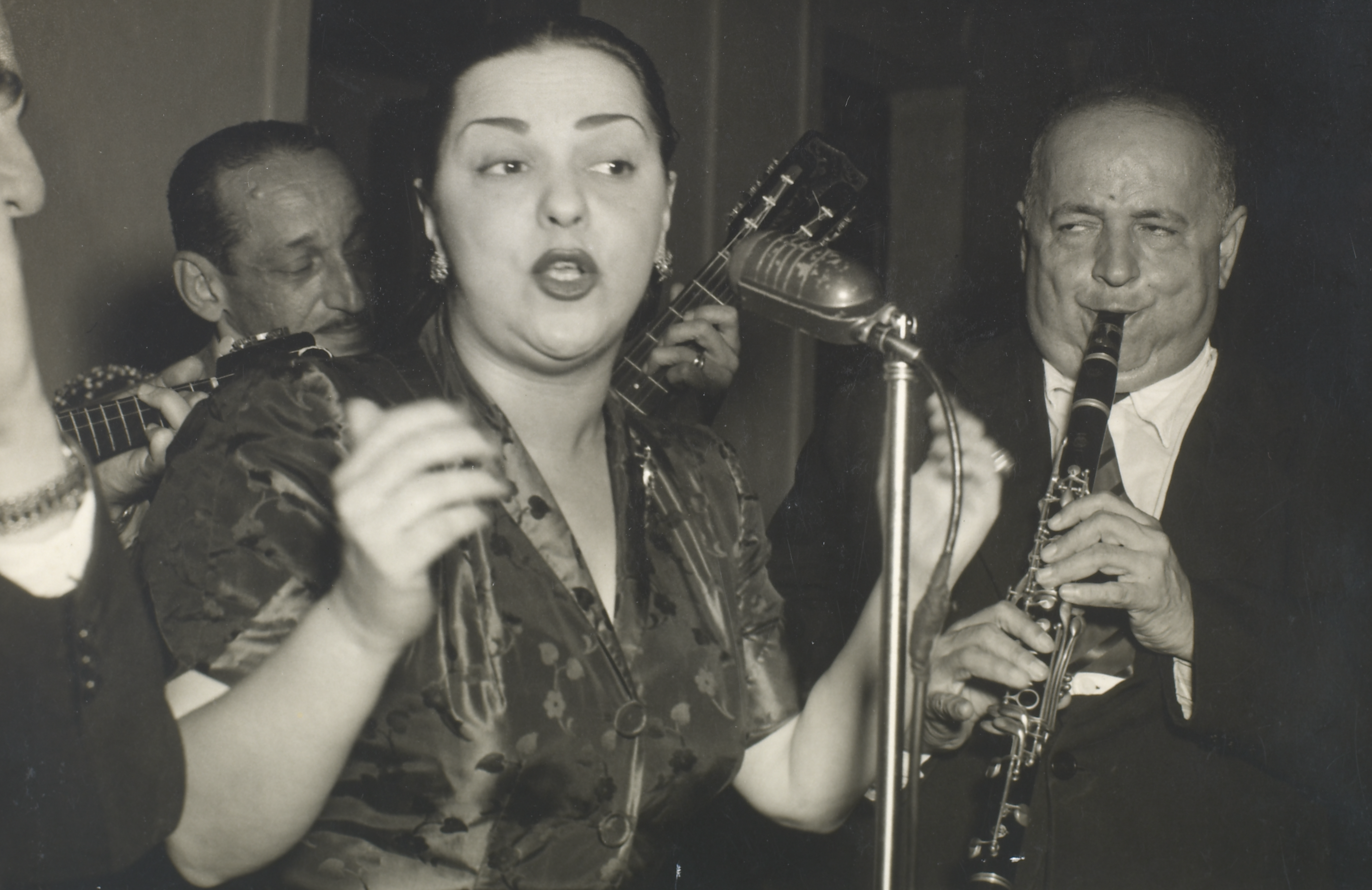
Linda Batista, 1952.

- A pátria está te chamando, Grande Otelo (1943)
- Amor passageiro, Jorge Abdalla y Zé Kéti (1952)
- Bis, maestro, bis!, Cristóvão de Alencar y J. Maia (1940)
- Bambu, Fernando Lobo y Manezinho Araújo (1951)
- Batuque no morro, Russo do Pandeiro y Sá Róris (1941)
- Bom dia, Aldo Cabral y Herivelto Martins - con las Três Marias (1942)
- Calúnia, Lupicínio Rodrigues y Rubens Santos (1958)
- Chico Viola, Antônio Nássara y Wilson Batista - con el Trio Madrigal (1953)
- Coitado do Edgar, Benedito Lacerda y Haroldo Lobo (1945)
- Criado com vó, Marambá (1946)
- Da Central a Belém, Chiquinho Sales (1943)
- Dona Divergência, Felisberto Martins y Lupicínio Rodrigues (1951)
- Enlouqueci, João Sales, Luiz Soberano y Valdomiro Pereira (1948)
- Eu fui à Europa, Chiquinho Sales (1941)
- Foi assim, Lupicínio Rodrigues (1952)
- Levou fermento, Monsueto (1956)
- Madalena, Ary Macedo y Airton Amorim (1951)
- Marcha do paredão, Armando Cavalcanti y Klécius Caldas (1961)
- Me deixa em paz, Airton Amorim y Monsueto (1952)
- Meu pecado, não, Fernando Lobo y Paulo Soledade (1953)
- Migalhas, Felisberto Martins y Lupicínio Rodrigues (1950)
- Nega maluca, Evaldo Rui y Fernando Lobo (1950)
- No boteco do José, Augusto Garcez y Wilson Batista (1945)
- O maior samba do mundo, David Nasser y Herivelto Martins - con Nelson Gonçalves (1958)
- Ó abre alas!, Chiquinha Gonzaga - con Dircinha Batista (1971)
- Palavra de honra, Armando Fernandes y Carolina Cardoso de Menezes (1955)
- Prece de um sambista, Billy Blanco (1952)
- Quem gosta de passado é museu, de su autoría y Jorge de Castro (1964)
- Quero morrer no carnaval, Luiz Antônio y Eurico Campos (1961)
- Risque, Ary Barroso - con el Trio Surdina (1953)
- Stanislau Ponte Preta, Altamiro Carrilho y Miguel Gustavo (1959)
- Trapo de gente, Ary Barroso - con el Trio Surdina (1953)
- Tudo é Brasil, Sá Róris y Vicente Paiva (1941)
- Valsinha do Turi-turé, Custódio Mesquita y Evaldo Rui (1945)
- Vingança, Lupicínio Rodrigues (1951)
- Volta, Lupicínio Rodrigues (1957)

## Filmografía
- Maridinho de Luxo (1938)
- Banana da Terra (1939)
- Céu Azul (1940)
- Tristezas Não Pagam Dívidas (1943)
- Samba em Berlim (1943)
- Abacaxi Azul (1944)
- Berlim na Batucada (1944)
- Não Adianta Chorar (1945)
- Caídos do Céu (1946)
- Não Me Digas Adeus (1947)
- Folias Cariocas (1948)
- Esta É Fina (1948)
- Fogo na Canjica (1948)
- Pra Lá de Boa (1949)
- Eu Quero É Movimento (1949)
- Um Beijo Roubado (1950)
- Aguenta Firme, Isidoro (1951)
- Tudo Azul (1952)
- Está com Tudo (1952)
- É Fogo na Roupa (1952)
- Carnaval em Caxias (1954)
- O Petróleo É Nosso (1954)
- Carnaval em Marte (1955)
- Tira a Mão Daí (1956)
- Depois Eu Conto (1956)
- Metido a Bacana (1957)
- É de Chuá (1958)
- Mulheres à Vista (1959)
- Virou Bagunça (1960)
- Cantoras do Rádio, documental del 2009 dirigido por Gil Baroni.